# Symphonie no 9 de William Schuman
Fosses ardéatines
Pour les articles homonymes, voir Symphonie no 9.
La Symphonie no 9 a été écrite par William Schuman en 1967. Elle porte comme sous-titre celui de « Fosses ardéatines ».

## Historique
La famille a visité Rome en 1967 et en particulier est allée se recueillir aux Fosses ardéatines. Pendant la Seconde Guerre mondiale, la résistance italienne a planifié des attaques contre des soldats italiens et allemands. 32 nazis ont été tués dans une telle attaque. 335 citoyens ont été fusillés en représailles. Depuis la fin de la guerre, l'endroit est considéré comme une sorte de lieu de pèlerinage. Schuman et sa famille ont été très impressionnés par l'endroit.
La première a eu lieu le 10 janvier 1969 avec l'Orchestre de Philadelphie sous la direction d'Eugene Ormandy. Un an plus tard, Leonard Bernstein donne une première représentation à New York avec l'Orchestre philharmonique de New York.

## Structure
La symphonie comporte trois mouvements :
1. Anteludium
2. Offertoire
3. Postludium.

Durée : environ 28 minutes
Contrairement à l'optimisme général de la musique de Schuman, la musique ici est extrêmement sombre. Le premier mouvement commence avec les cordes en sourdine, ce qui donne un son très calme et « raréfié ». Le second mouvement est un peu plus léger, mais ne la rend pas plus souriante. Le troisième mouvement ramène le thème de la partie 1, mais avec un tempo plus lent.

## Orchestration
| Instrumentation de la Symphonie no 9                                                                            |
| Bois |
| 3 flûtes (dont 1 piccolo), 2 hautbois, 2 clarinettes (dont 1 clarinette basse), 2 bassons (dont 1 contrebasson) |
| Cuivres |
| 4 cors, 4 trompettes, 3 trombones, 1 tuba                                                                       |
| Percussions |
| timbales |
| Clavier |
| piano |
| Cordes |
| premiers violons, seconds violons, altos, violoncelles, contrebasses                                            |

## Comparaisons
Cette symphonie ressemble beaucoup plus à une symphonie de guerre que sa quatrième symphonie, pourtant composée pendant la guerre. La musique est sombre et parfois fantasmagorique. Il est clair que la quatrième a été écrite quand la guerre était encore vécue de loin, tandis que dans la neuvième, la guerre se fait vraiment présente. La symphonie no 9 s'apparente un peu à la neuvième symphonie de Dmitri Chostakovitch.